# Cervélo TestTeam
El Cervélo Test Team va ser un equip ciclista professional suís de categoria continental professional que existí el 2009 i 2010. L'equip estava patrocinat pel fabricant de bicicletes Cervélo, i tenia en Carlos Sastre, vencedor del Tour de França de 2008, i Thor Hushovd com a caps de files. L'equip desaparegué a finals del 2010 per problemes econòmics. El 2011 la casa Cervélo passà a ser el segon patrocinador de l'equip Garmin.

## Principals victòries

### Clàssiques
- GP Ouest France-Plouay: 2009 (Simon Gerrans)

### Grans Voltes
- Tour de França
  - 2 participacions (2009, 2010)
  - 3 victòries d'etapa:
    - 2 el 2009: Thor Hushovd, Heinrich Haussler
    - 1 el 2010: Thor Hushovd

  - 1 classificació secundària:
    -  Classificació per punts: Thor Hushovd (2009)

- Giro d'Itàlia
  - 2 participacions (2009, 2010)
  - 4 victòries d'etapa:
    - 4 el 2009: Simon Gerrans, Carlos Sastre (2), Ignatas Konovalovas

- Volta a Espanya
  - 2 participacions (2009, 2010)
  - 3 victòries d'etapa:
    - 2 el 2009: Simon Gerrans, Philip Deignan
    - 1 el 2010: Thor Hushovd

### Campionats nacionals
- Campionat d'Alemanya en ruta: 2009 (Martin Reimer)
- Campionat de Lituània en contrarellotge: 2009 i 2010 (Ignatas Konovalovas)
- Campionat de Noruega en ruta: 2010 (Thor Hushovd)

### Campionats del món
- Campionat del món en ruta: 2010 (Thor Hushovd)

## Classificacions UCI
L'equip participa en els Circuits continentals de ciclisme. La taula presenta les classificacions de l'equip al circuit, així com el millor ciclista individual.
UCI Amèrica Tour
| Temporada | Classificació per equips | Millor ciclista en la classificació individual |
| --------- | ------------------------ | ---------------------------------------------- |
| 2009      | 10è                      | Thor Hushovd (8è)                              |
| 2010      | 18è                      | Brett Lancaster (96è)                          |

UCI Àsia Tour
| Temporada | Classificació per equips | Millor ciclista en la classificació individual |
| --------- | ------------------------ | ---------------------------------------------- |
| 2009      | 8è                       | Heinrich Haussler (26è)                        |
| 2010      | 27è                      | Heinrich Haussler (72è)                        |

UCI Europa Tour
| Temporada | Classificació per equips | Millor ciclista en la classificació individual |
| --------- | ------------------------ | ---------------------------------------------- |
| 2009      | 4t                       | Heinrich Haussler (11è)                        |
| 2010      | 17è                      | Davide Appollonio (52è)                        |

UCI Oceania Tour
| Temporada | Classificació per equips | Millor ciclista en la classificació individual |
| --------- | ------------------------ | ---------------------------------------------- |
| 2009      | 4t                       | Thor Hushovd (2n)                              |
| 2010      | 3r                       | Hayden Roulston (6è)                           |

L'equip també participa en el Calendari mundial UCI.
| Temporada | Classificació per equips | Millor ciclista en la classificació individual |
| --------- | ------------------------ | ---------------------------------------------- |
| 2009      | 7è                       | Heinrich Haussler (16è)                        |
| 2010      | 12è                      | Thor Hushovd (28è)                             |